# کلود پرون
کلود پِرون (به فرانسوی: Claude Perron)زاده ۲۳ ژانویه ۱۹۶۶ در نانت، هنرپیشه زن فرانسوی است. او در فیلم مبلغان بازی کرده‌است.

## زندگی
کلود پرون در ۲۳ ژانویهٔ ۱۹۶۶ در نانت متولد شد. او در ۱۹۸۹ با ایفای نقش در تئاتر: "دریا زیادی دور است" به کارگردانی ژان گابریل نوردمان حرفهٔ بازیگری را آغاز کرد. در ۱۹۹۶ با بازی در فیلم Bernie به کارگردانی آلبر دوپنتل وارد عرصه سینما شد. از ۲۰۰۷، پرون به اجرای نقش در سریال‌های تلویزیونی نیز پرداخت. او به‌طور همرزمان در تئاتر و سینما و تلویزیون ایفای نقش می‌کند. تاکنون در حدود سی فیلم سینمایی، ده سریال تلویزیونی و بیست تئاتر بازی کرده‌است. در سال ۲۰۰۷ برندهٔ جایزهٔ بهترین نقش دوم زن در فستیوال تلویزیونی لا روشل شد.